# Deltron 3030
Cet article concerne le groupe. Pour l'album homonyme, voir Deltron 3030 (album).
Deltron 3030 est un groupe de hip-hop américain. Il se compose du producteur Dan the Automator, du rappeur Del the Funky Homosapien (connu sous les noms Deltron Osiris ou Deltron Zero pour l'album), et Kid Koala.

## Biographie
Le premier album du groupe, Deltron 3030, est publié le 23 mai 2000 ; il s'agit d'un album-concept dont l'histoire se déroule en 3030 et raconte un combat entre Deltron Zero (le surnom de Del) contre des sociétés toutes puissantes régnant sur l'univers. L'album atteint plusieurs classements.
Des rumeurs d'un second album sont retracées en 2004, ; en novembre 2006, Del explique à IGN que l'écriture de quatre chansons pour l'album est déjà terminée. Dan the Automator annonce le début des enregistrements en décembre 2006, et une date de sortie pour 2007. Après plusieurs reports successifs, les membres annoncent l'album pour 2008, 2010, 2011,, et 2012. Le 11 juin 2012, Deltron 3030 joue au festival Luminato de Toronto en Ontario, un spectacle que Kid Koala considère comme une avant-première du Deltron Event 2 World.
Le 23 septembre 2013, leur deuxième album Event 2 est mis en ligne dans le service Advance Streaming de Pitchfork, une semaine avant sa publication officielle. L'album est finalement publié le 1er octobre 2013,. Event 2 fait participer des musiciens et groupes tels que Joseph Gordon-Levitt, Aaron Bruno, David Cross, Amber Tamblyn, Zack De La Rocha, Mary Elizabeth Winstead, The Lonely Island, Black Rob, David Chang, Damon Albarn, Casual, Emily Wells, Mike Patton, et Jamie Cullum.  Il atteint la 13e place des R&B Albums, la 41e place du Billboard 200, la troisième des Top Independent Albums, et la sixième des Top Rap Albums.
Le 10 octobre 2016 sort une version Deluxe de l'album Event 2, comportant les versions instrumentales des morceaux.
Le 11 octobre 2016 sort Live, le premier album du groupe enregistré en public. Certains des artistes ayant participé à Event 2 apparaissent sur le disque, comme Zack de la Rocha, Mike Patton, Jamie Cullum, Emily Wells, et Aaron Bruno. Le groupe est accompagné sur scène par les 16 artistes du 3030 Orchestra, formation classique.
Event 2 (Deluxe) et Live sont uniquement disponible sur iTunes.

## Discographie
- 2000 : Deltron 3030
- 2013 : Event 2
- 2016: Event 2 (Deluxe), Live